# A64 (motorväg, Tyskland)
A64 är en motorväg i Rheinland-Pfalz i Tyskland.

## Trafikplatser
|  | Nr | Skyltning                             |
|  |    | Sauertalbrücke (1195 m)               |
|  | 1  | Mesenich                              |
|  |    | Konz (planerad, ej officiellt)        |
|  |    | Markusberg                            |
|  | 3  | Trier                                 |
|  |    | Biewertalbrücke (510 m)               |
|  | P  | Trier-Ehrang/Quint/Trierer Hafen E 44 |
|  |    |                                       |
|  |    | Trier-Ost (Planerad)                  |
|  |    | Kylltalbrücke (Planerad)              |
|  |    | Quintbachtalbrücke (Planerad)         |
|  |    | Schweich-West (Planerad)              |